# Nino Solari
Nino Solari (* 23. März 1938 in Sulmona, Italien) ist ein ehemaliger italienisch-australischer Radrennfahrer und Trainer.
Nino Solari wurde in Italien geboren und wanderte mit 18 Jahren nach Australien aus. Als Radsportler war er besonders erfolgreich bei Sechstagerennen in Australien, von denen er Anfang der 1960er Jahre 23 bestritt und zwei in Adelaide gewann, 1962 mit Giuseppe Ogna und 1963 mit Sydney Patterson.
Von 1987 bis 2001 war Solari australischer Nationaltrainer des Nachwuchses. Später arbeitete er auch für den italienischen Radsportverband. Zudem betreibt er in Victor Harbor ein italienisches Restaurant. Er ist der Vater des erfolgreichen ehemaligen Radsportlers David Solari.
Nino Solari wurde vom South Australian Olympic Council mit einem Verdienstorden geehrt.